# Xenia (antica Grecia)
La xenìa (in greco antico: ξενία?, xenía) riassume il concetto dell'ospitalità e dei rapporti tra ospite e ospitante nel mondo greco antico, della cui civiltà costituiva un aspetto di grande rilievo. Era un dovere per i Greci ospitare coloro che chiedevano ospitalità.

## Prescrizioni e consuetudini
La xenìa si reggeva su un sistema di prescrizioni e consuetudini non scritte che si possono riassumere in tre regole di base: 
- il rispetto del padrone di casa verso l'ospite;
- il rispetto dell'ospite verso il padrone di casa;
- la consegna di un "regalo d'addio" all'ospite da parte del padrone di casa.

Il padrone di casa doveva essere ospitale e fornire all'ospite cibo e bevande, la possibilità di lavare il corpo e indossare vesti pulite. Non era considerato educato porre domande fino a che l'ospite non lo avesse "concesso". Ciò era molto importante soprattutto nei tempi antichi, quando si pensava che gli dei potessero assumere sembianze umane: se il padrone di casa avesse trattato male un ospite dietro le cui vesti si celasse un dio, avrebbe potuto incorrere nella collera divina.
Il dono d'addio dimostrava che il padrone di casa era stato onorato di accogliere l'ospite. Vitruvio, a tal proposito, ci tramanda che gli artisti dell'antica Grecia chiamavano "xenia" un genere pittorico (vicino alla moderna natura morta) che rappresentava galline, uova, ortaggi, frutti e altri prodotti della campagna che venivano solitamente donati all'ospite. Spesso nei poemi omerici, nel caso di ospitalità tra due eroi, venivano scambiate le armature o delle armi.
Dal canto suo, l'ospite doveva essere gentile e non invadente. La xenia comportava anche il dovere di ricambiare l'ospitalità ricevuta e quello di badare a qualunque ospite. Possiamo dire che era un modo per rendere l'ospite "membro temporaneo" della comunità che stesse visitando, ma poteva anche indicare, più semplicemente, che il visitatore non era un membro "vero e proprio", ma solo un ospite temporaneo.

## Aspetti sacrali
Il dio greco Zeus veniva a volte indicato con l'epiteto di Xenios (ξενιος) a indicare, fra gli altri suoi attributi, anche quello di protettore dei viandanti e garante della xenia (ξενια). 
Questo mostra come il concetto di ospitalità che si riassume nella xenia, fosse profondamente incardinato nella spiritualità greca che la concretizzava poi nell'obbligo religioso di offrire ospitalità ai viandanti, i quali a loro volta erano investiti di responsabilità che andavano oltre la mera reciprocità.
Il mito narra che Zeus si sia trasformato in viandante insieme a suo figlio Ermes e che abbia bussato a diverse case ottenendo solo insulti. Infine bussò ad una catapecchia in cui ci viveva una coppia: Filemone e Bauci. I due coniugi li accolsero nella loro umile dimora e rispettando il dovere della sacralità dell'ospite ebbero salva la vita e trasformata in tempio la loro casa quando il re degli dei distrusse tramite alluvione tutto il resto della città.

## Esempi dal mondo omerico
Molti, nel mondo omerico, sono gli episodi che aiutano a comprendere il concetto di ospitalità presso gli antichi Greci. Tra questi quello di Glauco e Diomede, assieme a quello di Achille e Priamo, è uno dei più importanti. Molto noto è anche l'episodio dell'Odissea riguardante la maga Circe nell'isola di Eea. Ella infatti offrì ai compagni dell'eroe una crema detta Ciceone, e in seguito un vino molto buono, il Pramno. Anche l'episodio di Odisseo con Nausicaa, la figlia di Alcinoo, presso l'isola dei Feaci è un chiaro esempio dell'ospitalità come concepita dai Greci.
Infine, possiamo incontrare il valore della xenia quando Odisseo viene "ospitato" dalla ninfa Calipso o quando viene ospitato dal porcaro Eumeo nel momento in cui sbarca a Itaca (la sua terra natìa) nelle spoglie di mendicante.

### Odisseo alla mensa dei proci
Nell'Odissea troviamo un episodio significativo: Antinoo insulta e colpisce brutalmente quel viandante in misere vesti di mendico, sotto cui si nasconde Odisseo, ma il suo comportamento è disapprovato dagli altri proci consapevoli di come dietro un viandante potesse celarsi la presenza di un dio, in una di quelle frequenti teofanie volte a osservare gli uomini e i loro comportamenti, retti o turpi che essi fossero.

### Violazione dei vincoli: il rapimento di Elena
Secondo una chiave interpretativa la guerra di Troia, descritta in parte nell'Iliade di Omero, non è altro che il risultato di una violazione delle norme della xenia. Paride, ospite di Menelao, infrange gravemente i vincoli di ospitalità seducendo Elena e sottraendola al padrone di casa. Siccome una simile violazione della sacralità della xenia si risolveva in un'offesa all'autorità di Zeus, gli Achei dunque, nel vendicare questa trasgressione, obbedivano a un dovere religioso che aveva nella guerra la sua logica conseguenza.

### Glauco e Diomede

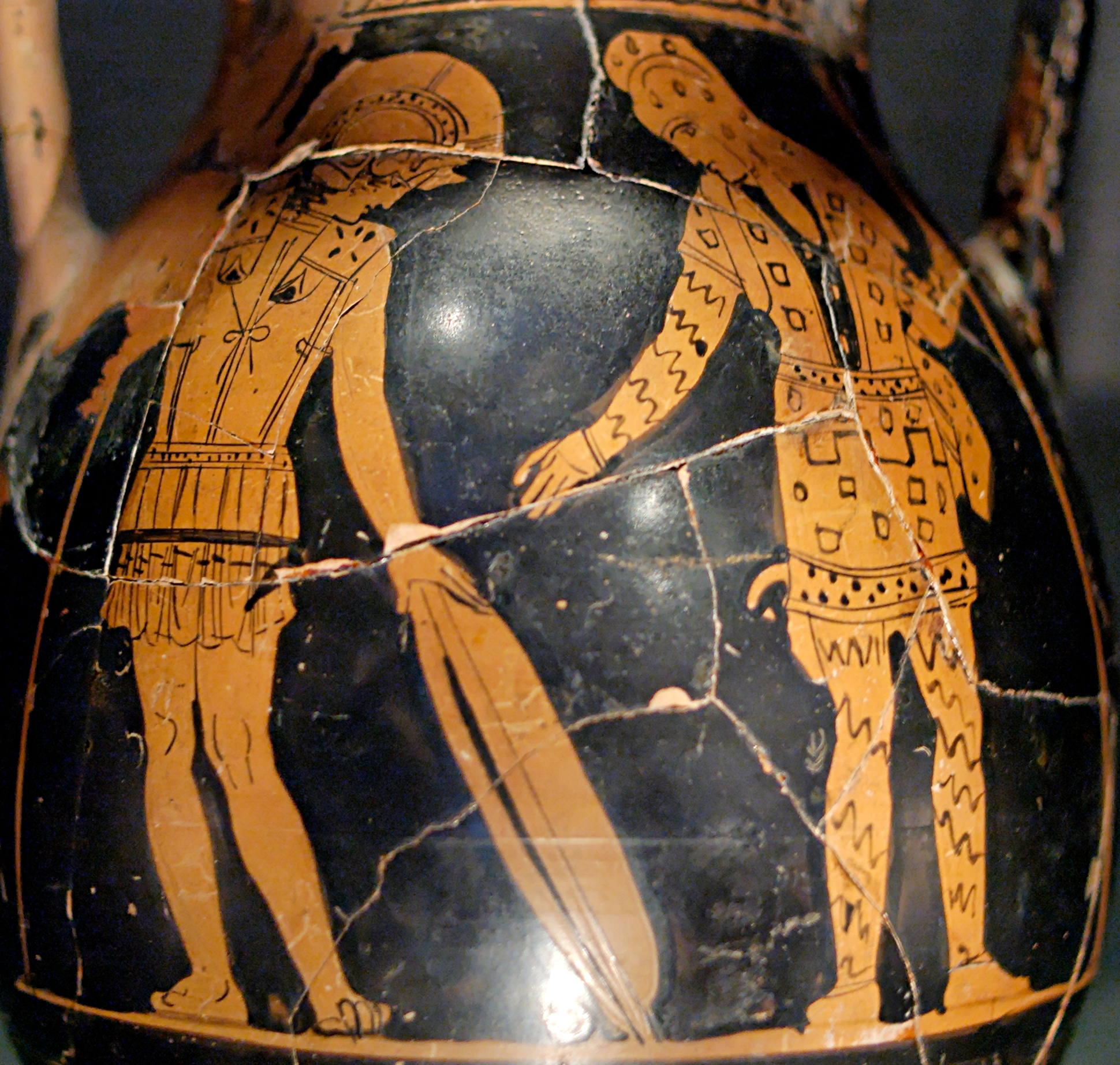
Lo scambio di doni tra Glauco e Diomede. Pelike attico a figure rosse, ca. 420 a.C., proveniente da Gela (Museo Archeologico Regionale)

In un celebre episodio dell'Iliade, Glauco e Diomede si trovano faccia a faccia intenti a riconoscersi e scoprono che i loro nonni sono stati legati da vincoli di ospitalità. Diomede si definisce allora nei confronti di Glauco:
"Sì, tu sei per me un ospite ereditario e da lungo tempo, […] così io sono tuo ospite nel cuore dell'Argolide e tu sei il mio in Licia, il giorno in cui andrai fino a quel paese. Evitiamo allora entrambi il giavellotto l'uno dell'altro […] scambiamoci piuttosto le armi, così che tutti sappiano qui che ci gloriamo di essere degli ospiti ereditari".
Questa situazione dà a ciascuno dei due combattenti dei diritti più forti dell'interesse comune, nazionale. Il loro è uno scambio che lega e obbliga.
"Avendo così parlato saltano dai loro carri, si prendono le mani e impegnano la loro fede. Ma in quel momento Zeus […] tolse a Glauco la ragione, poiché scambiando le sue armi con Diomede […] gli dà oro in cambio di bronzo, il valore di cento buoi in cambio di nove".
Così Zeus vide in questo scambio un cattivo affare; ma in realtà la disuguaglianza di valore tra i doni è voluta: uno offre delle armi di bronzo, l'altro rende delle armi d'oro; uno offre il valore di nove buoi, l'altro si sente tenuto a rendere il valore di cento buoi.
Quindi l'ospitalità consiste in  uno scambio reciproco di doni.

## Eredità culturali

### Cyprian Norwid
Nell'introduzione al suo Odisseo, il polacco Cyprian Norwid, autore romantico e poeta maledetto del XIX secolo, si sofferma su quale sia l'origine dell'ospitalità che accompagna e protegge il ritorno dell'eroe a Itaca. Egli riflette su come «in quei luoghi, dietro qualsiasi forestiero, mendicante o vagabondo, si sospettava un essere divino. Non era concepibile, prima di accoglierlo, domandare al visitatore chi fosse; solo dopo aver immaginato la sua origine divina ci si poteva abbassare a domande di carattere terreno, e questo si chiamava ospitalità; e per il medesimo motivo essa faceva parte delle pratiche e delle virtù più sacre. I greci dell'epoca omerica non conoscevano l'"ultimo degli uomini"! L'uomo era sempre il primo, cioè divino.»
Norwid riconduce quindi la genesi di quell'ospitalità a un'inclinazione spirituale tipica del mondo greco: l'intuizione, nell'essere e nell'agire umano, della presenza e della manifestazione di un elemento divino. In questa visione spirituale oggetti e situazioni consueti possono aprirsi a nuovi e più benevoli significati: porte e strade non servono più solo a dividere e ad allontanare dall'Altro, ma possono essere mezzi e luoghi attraverso i quali la presenza divina, occultata sotto le vesti di un viandante, si manifesta nell'esistenza umana.

### Retaggi culturali
Sebbene il termine xenia si riferisca in maniera specifica allo spazio culturale, sociale e religioso della Grecia antica, vi è chi afferma la sopravvivenza tutt'oggi di una tradizione di ospitalità, specie nelle civiltà mediterranee, suggerendo implicitamente l'esistenza di un retaggio culturale della xenia greca in quegli stessi spazi geografici che ne hanno ospitato la civiltà.